# Climent III
|  | Aquest article tracta sobre l'antipapa. Si cerqueu el papa canònic, vegeu «Papa Climent III». |

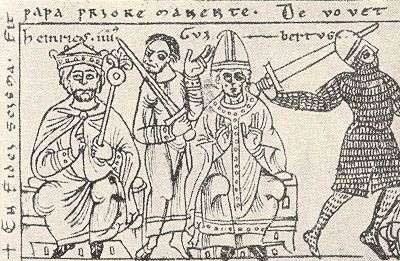
Climent III (centre) amb Enric IV (esquerra), imatge del Codex Jenesis Bose

Guibert o Wibert de Ravenna (c. 1029 - 8 de setembre de 1100) va ser un prelat italià, arquebisbe de Ravenna, que va ser elegit Papa en 1080 en oposició al papa Gregori VII. Gregori va ser el líder del moviment en l'església que es va oposar a la demanda tradicional dels monarques europeus per controlar els nomenaments eclesiàstics, i això va ser rebutjada pels partidaris dels drets monàrquics liderats per l'emperador del Sacre Imperi. Això va portar al conflicte conegut com la Querella de les Investidures. Gregori va ser sentit per molts han anat massa lluny quan va excomunicar l'emperador Enric IV i va recolzar un demandant rival com a emperador, i en 1080 el Sínode pro-imperial de Brixen pronunciada que Gregori va ser deposat i reemplaçat com a Papa per Guibert.
Consagrat com Climent III a Roma al març de 1084, va enviar un seguiment significatiu a Roma i en altres llocs, sobretot durant la primera meitat del seu pontificat, i va regnar en oposició a quatre papes successius en la línia anti-imperial: Gregori VII, Víctor III, Urbà II i Pasqual II. Després de la seva mort i enterrament a Civita Castellana l'any 1100 que es va celebrar a nivell local com a sant miraculós, però Pasqual II i el partit anti-imperial aviat li sotmet a una minuciosa deletio i damnatio memoriae, que va incloure l'exhumació i l'abocament de les seves restes al Tíber. L'Església Catòlica Romana el considera un antipapa.

## Joventut
Va néixer al si de la família noble dels Correggio, probablement entre 1020 i 1030. Tenia connexions familiars amb els marcgravis de Canossa. Un clergue, va ser nomenat a la cancelleria imperial d'Itàlia per l'emperadriu Agnès en 1058, càrrec que va ocupar fins a 1063. El 1058 va participar en l'elecció del Nicolau II, però en la seva mort el 1061, es va aliar amb el partit filo-imperial per triar Cadalous de Parma com antipapa Honori II contra Alexandre II. No obstant això, a causa de les campanyes de Godofreu III, duc de la Baixa Lotaríngia, Anno arquebisbe de Colònia i Sant Pere Damià, l'Església rebutjà de Honori II i va reconèixer Alexandre II; probablement com a resultat d'aquestes activitats, l'emperadriu Agnès destituí Guibert de la cancelleria imperial d'Itàlia.
Guibert aparentment continuà cultivant els contactes dins de la cort alemanya, el 1072, l'emperador Enric IV del Sacre Imperi Romanogermànic el va nomenar arquebisbe de la seu vacant de Ravenna. I, tot i que el Alexandre II es va mostrar reticent a confirmar aquest nomenament, va ser persuadit per Hildebrand per fer-ho, potser com un compromís per a assolir la pau. Guibert després prengué jurament de fidelitat al papa i als seus successors i es va instal·lar a Ravenna el 1073.

## Disputes amb el Papa Gregori
Poc després de la mort d'Alexandre II, Hildebrand va ser proclamat papa, adoptant el nom de Gregori VII el 29 d'abril de 1073. Guibert va assistir als primers Sínodes de Quaresma de Gregori VII el març 1074 a Roma en la qual es van aprovar importants lleis contra la simonia i la incontinència del clergat, però aviat va sorgir com un dels líders més visibles de l'oposició a les reformes gregorianes.
Després d'haver assistit a primers sínodes quaresmals de Gregori, Guibert es va negar a assistir al següent, el Sínode de Quaresma de 1075, tot i que era obligat pel jurament d'obeir la citació a assistir-hi.
Guibert era indiferent a l'oposició de Gregori a la Cort Imperial, en la que Guibert havia servit com a Canceller d'Itàlia. Per la seva absència Guibert va demostrar la seva oposició a Gregori VII, suspenent-lo llavors per la seva negativa a assistir al sínode.
Aquell mateix any l'emperador Enric IV va començar la seva “guerra oberta” contra Gregori. En el Sínode de Worms, el gener de 1076, es va adoptar una resolució deposar Gregori, i en aquesta decisió la pro-imperial bisbes de Transpadine Itàlia es van unir. Entre ells ha d'haver estat Guibert, perquè compartia en la sentència d'excomunió i interdicció que Gregori VII va pronunciar en contra dels bisbes Transpadine culpables en el Sínode de Quaresma de 1076.
Poc després, a l'abril de 1076, els bisbes i els abats de la festa transpadana filo-imperial convocat a Pavia sota la presidència de Guibert i van proclamar l'excomunió de Gregori VII; un missatger, dugué una carta personal càustica d'Enric, es va despatxar amb la resposta Pavian al Papa. En resposta, Gregori va recórrer a encara més fort les mesures en matèria de Guibert; excomunicar Guibert pel seu nom en el sínode quaresmal del mes de febrer 1078 i amb ell el seu principal còmplice l'Arquebisbe de Milà Tedaldo.
En resposta a l'acció del Sínode de Worms de 1076 d'Enric contra Gregori, Gregori va excomunicar a Enric IV.

## Regnat com a papa imperial
Durant els següents quatre anys, l'Emperador i el Papa es reconciliaren, però després es van barallar de nou, i, davant d'una rebel·lió entre els nobles alemanys, l'emperador Enric va amenaçar de destituir Gregori. Dur a terme les seves amenaces, Enric va cridar els seus partidaris alemanys i transpadine a un sínode a Brixen al juny, 1080, que va elaborar un nou decret amb la intenció de derrocar el papa Gregori VII, i que el mateix Enric també va signar, i després va procedir a triar Guibert, arquebisbe excomunicat de Ravenna, com a Papa en oposició al papa Gregori, a qui el Sínode considera deposat; Guibert va prendre el nom de Climent III. Enric va reconèixer Guibert com a Papa, jurant que el duria a Roma, i que allí rebria de les seves mans la corona imperial.
Amb Rodolf de Suàbia, líder dels nobles rebels, caigut mortalment ferit a la batalla de Merseburg del 1080, Enric podria concentrar totes les seves forces contra Gregori. El 1081 va marxar sobre Roma, però no va aconseguir entrar a la ciutat, que finalment aconsegueix només en 1084.
Gregori es va refugiar al Castel Sant'Angelo, i es va negar a acceptar les ofertes d'Enric, encara que en la darrera es va comprometre a lliurar Guibert com a presoner si el Papa consentia coronar-lo emperador. Tanmateix Gregori exigí com a requisit necessari que Enric comparegués davant un concili i fes penitència. L'emperador, mentre pretenia sotmetre a aquests termes, es va esforçar per evitar la reunió dels bisbes. No obstant això, es reuní un petit nombre i d'acord amb els seus desitjos, Gregori excomunicà de nou Enric. Aquest últim en rebre aquesta notícia va entrar de nou a Roma el 21 de març 1084, i reeixí en ocupar bona part de la ciutat i assetjà el Papa a Castel Sant'Angelo, mentre que, el 24 de març, Guibert va ser entronitzat com a Papa a l'església de Sant Joan del Laterà com Climent III, i el 31 de març Guibert coronà Enric IV com a emperador a Sant Pere.
No obstant això, quan la notícia arribà a l'aliat normand de Gregori, Robert Guiscard, duc de la Pulla i Calàbria, accelerà la seva ajuda. Enric va fugir Roma amb Guibert i, en venjança pel suport incondicional de Matilde cap a Gregori i el partit reformista, devastà les seves possessions a la Toscana.
El Papa Gregori fou alliberat, però el poble es va indignar pels excessos dels seus aliats normands, i es va veure obligat a abandonar Roma. Decebut i afligit es va retirar a Monte Cassino, i més tard al castell de Salern al costat del mar, en 1084, on va morir l'any següent (25 de maig de 1085).
Tres dies abans de la seva mort retirà totes les censures d'excomunió que havia pronunciat, excepte aquelles contra Enric i Guibert. Les seves últimes paraules van ser:
L'episcopat alemany va quedar dividit. Mentre que els bisbes del partit de Gregori VII celebraren un sínode a Quedlinburg, en què denunciaren i condemnaren Guibert, partidaris d'Enric van celebrar un sínode rival a Magúncia en 1085, on es va aprovar la deposició de Gregori i l'elevació de Guibert.
Aquest conflicte va continuar fins i tot després de la mort de Gregori, durant tot el regnat dels successors, Víctor III, Urbà II, i el Papa Pasqual II, Guibert continuà sent considerat com a Papa per Enric i el seu partit.
Víctor III, elegit després d'una vacant perllongada causada per la posició crítica de l'Església a Roma, es va veure obligat, vuit dies després de la seva coronació a Sant Pere el 3 de maig de 1087, a fugir de Roma abans que arribessin els partidaris de Guibert. Aquests últims eren al seu torn atacats per les tropes de la comtessa Matilde, i es van atrinxerar al Panteó de Roma.
El papa següent, Urbà II (1088-1099), va passar la major part de la primera meitat del seu pontificat a l'exili, al sud d'Itàlia i a França. A la fi de 1093 se les va arreglar per obtenir un punt de suport a Roma, amb l'ajuda de la família Frangipani, i va ampliar gradualment el seu poder allà.
Al juny de 1089, durant un sínode celebrat a Roma, Climent III va declarar invàlid el decret d'excomunió llançat contra Enric, i es van presentar diversos càrrecs contra els partidaris d'Urbà II, el papa del partit anti-imperial.
Tot i així, els anys següents dugueren a Urbà cada cop més prestigi, mentre que el poder i la influència d'Enric IV eren cada cop més en decadència.
La major part de la ciutat de Roma va ser capturada per un exèrcit sota el comte Hug de Vermandois, germà del rei de França. El partit de Guibert va conservar només el Castel Sant'Angelo, i fins i tot això en 1098 va caure en mans de Vermandois.
La influència de Guibert, després de la retirada d'Itàlia d'Enric IV, era principalment concentrada a Ravenna i uns pocs districtes del nord d'Itàlia, però també conserva una mica de suport a Roma.
En 1099, Climent va reparar Albano després de l'arribada de Pasqual II (1099-1118), amb l'esperança de tornar a convertir-se en mestre de Roma, però es va veure obligat a retirar-se. Va arribar a Civita Castellana, on va morir el 8 de setembre de 1100. Els seus seguidors triaren un successor de Guibert, l'antipapa Teodoric, que, no obstant això, no representà cap amenaça seriosa per als papes de la línia anti-imperial, ara es considera canònic.
L'elevació de Guibert s'ha de contextualitzar en el marc més ampli de l'època: Hi havia hagut diversos cismes papals en el passat recent; i lluites polítiques dins de l'Imperi, que van incloure la controvèrsia sobre les investidures episcopals.